# Хорват Меджимурец, Иосип
Иосип Хорват Меджимурец (хорв. Josip Horvat Međimurec; 18 февраля 1904 года, Чаковец — 2 июня 1945 года, Загреб) — хорватский художник.
Иосип Хорват родился в семье Драгутина и Марии Хорват в городе Чаковец, где окончил начальную школу. Далее он продолжил обучение в городах Надьканижа и Будапешт. С 1917 по 1923 год он учился в венской Академии изобразительных искусств. В 1924 году он начал работать в Загребе, в это время покровителем многих художников в городе был Антун Ульрих, который и способствовал тому, что у Хорвата появилось своё ателье на Месничкой улице. С 1931 года художник страдал от костного туберкулёза, после десятка операций в декабре 1942 года его правая нога была ампутирована. С тех пор он пользовался деревянным протезом.
Загребский промышленник Антун Рес, член Братства Хорватского дракона, заказал Хорвату большие полотна на темы хорватской истории, такие как Коронация короля Томислава.

## Галерея произведений искусства

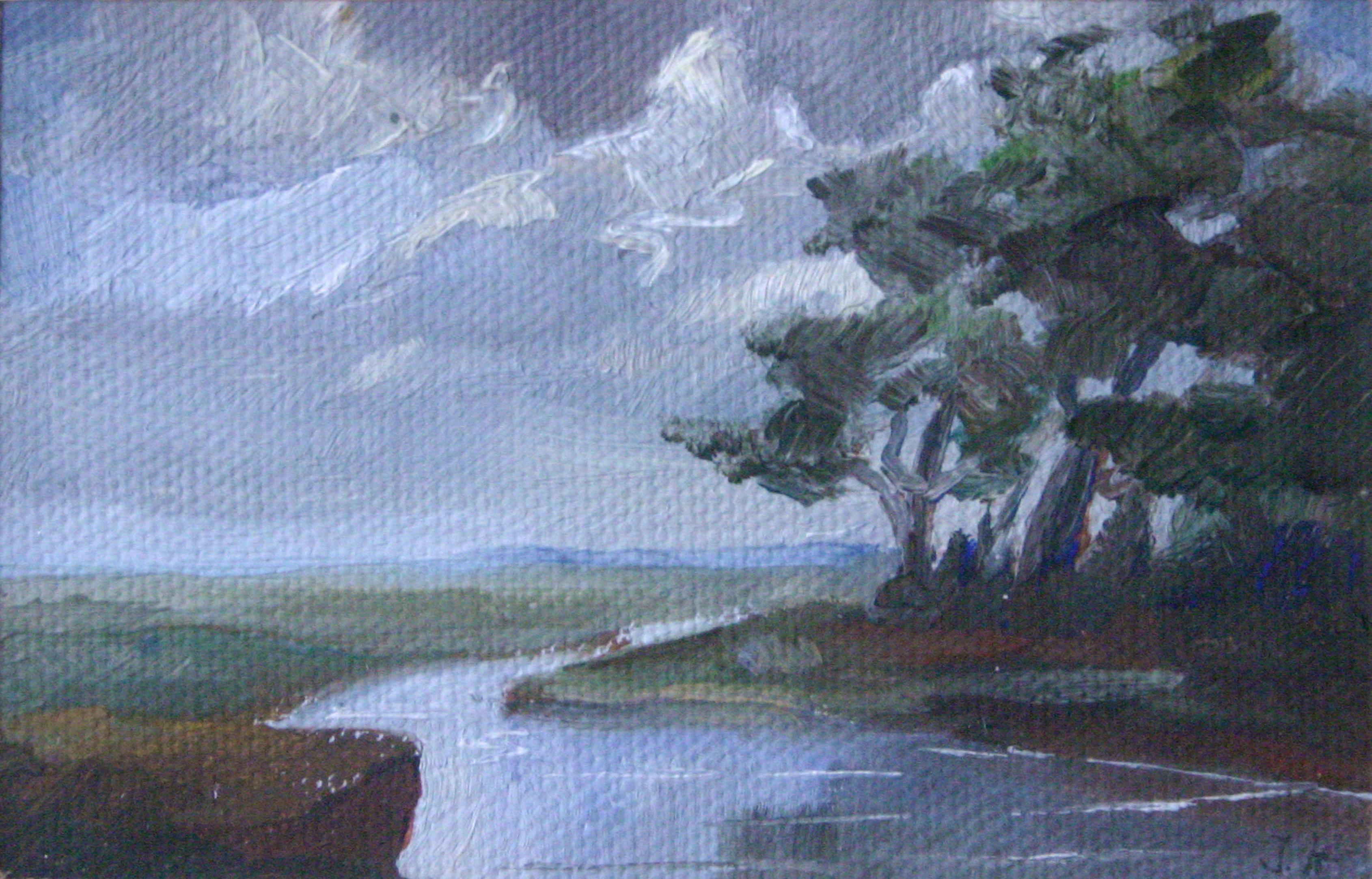
Пейзаж с рекой(1933)
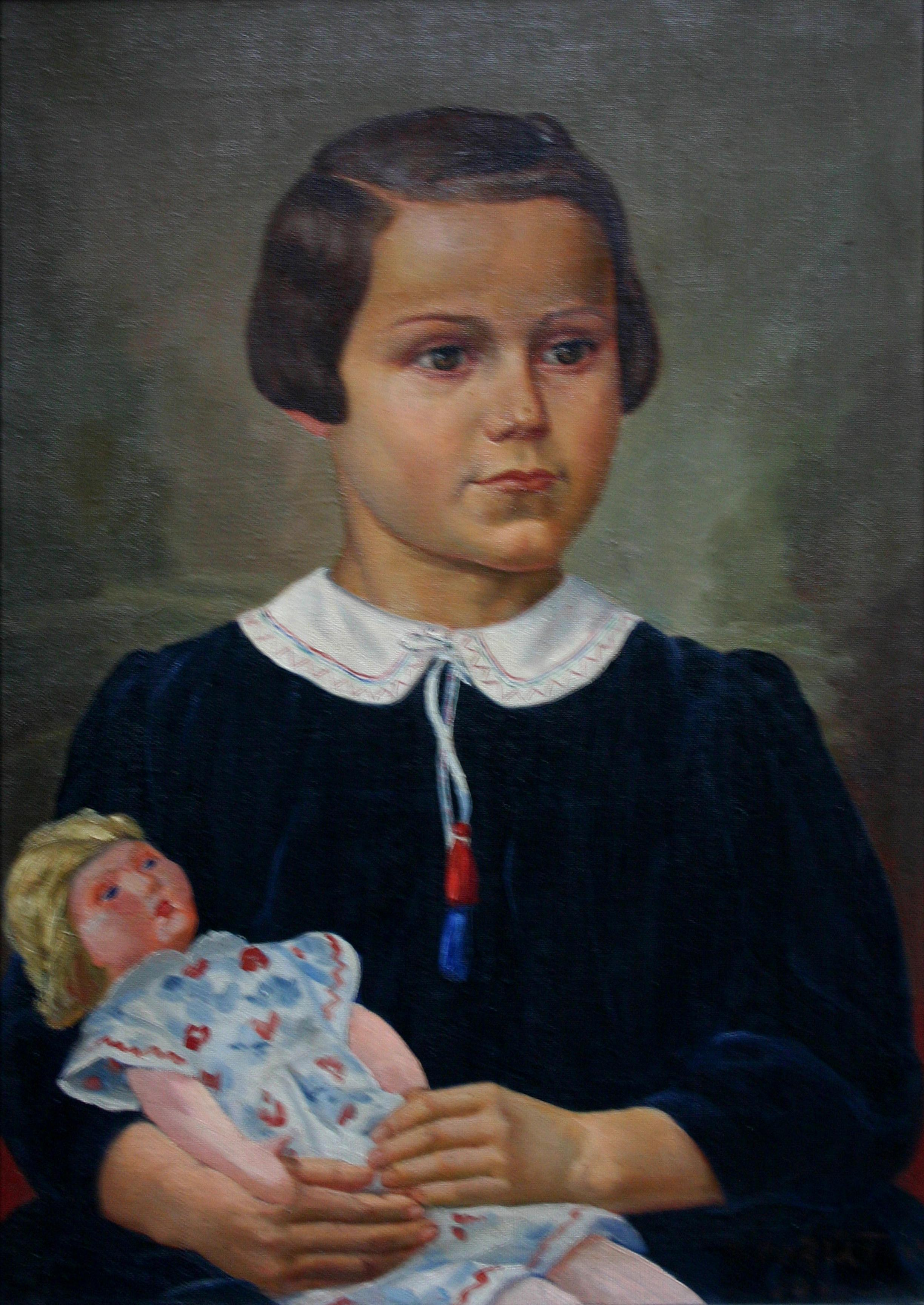
Девочка Елена с куклой (1940)
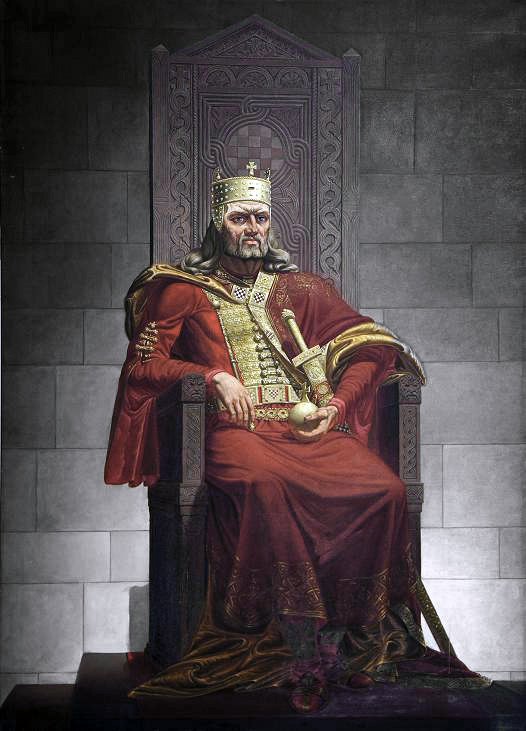
Король Томислав на престоле (1941)
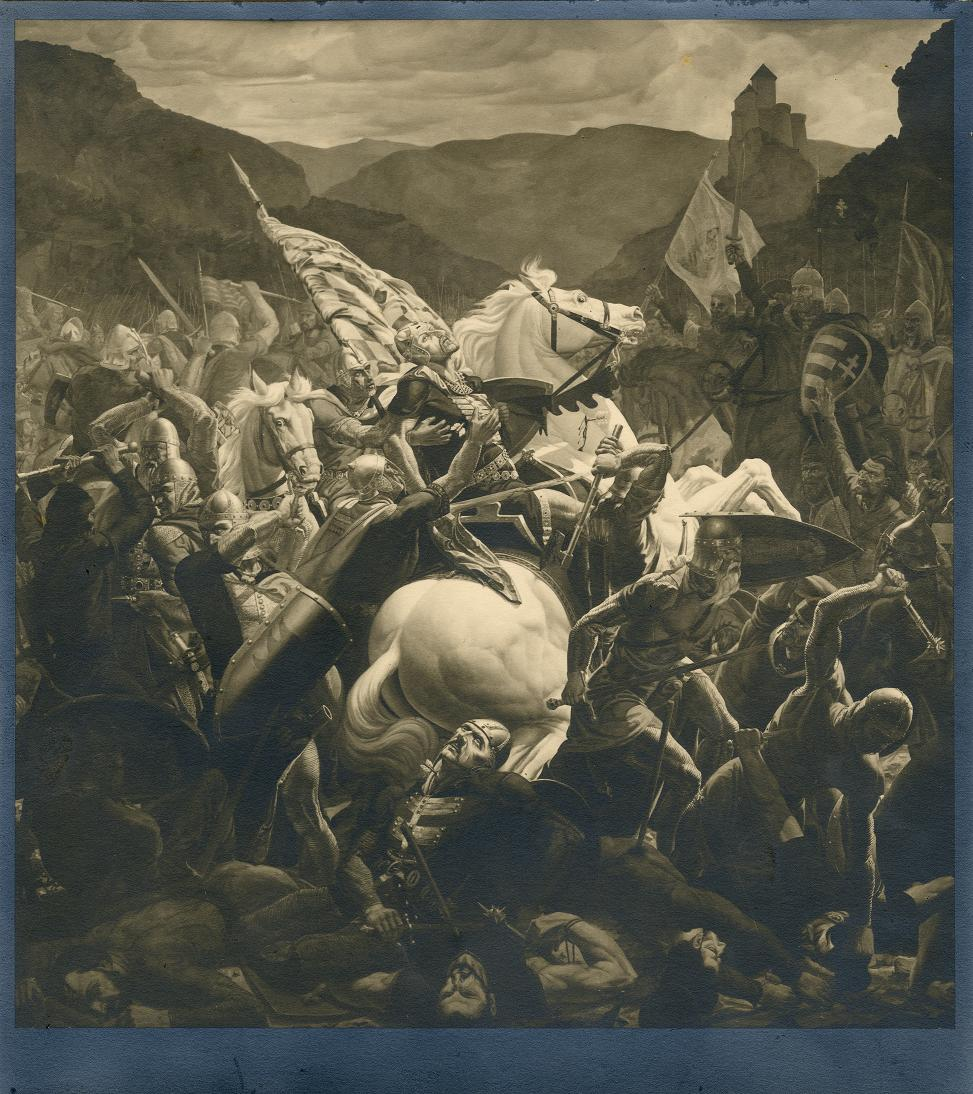
Смерть Петра Свачича - Битва под Гвоздь (1941)
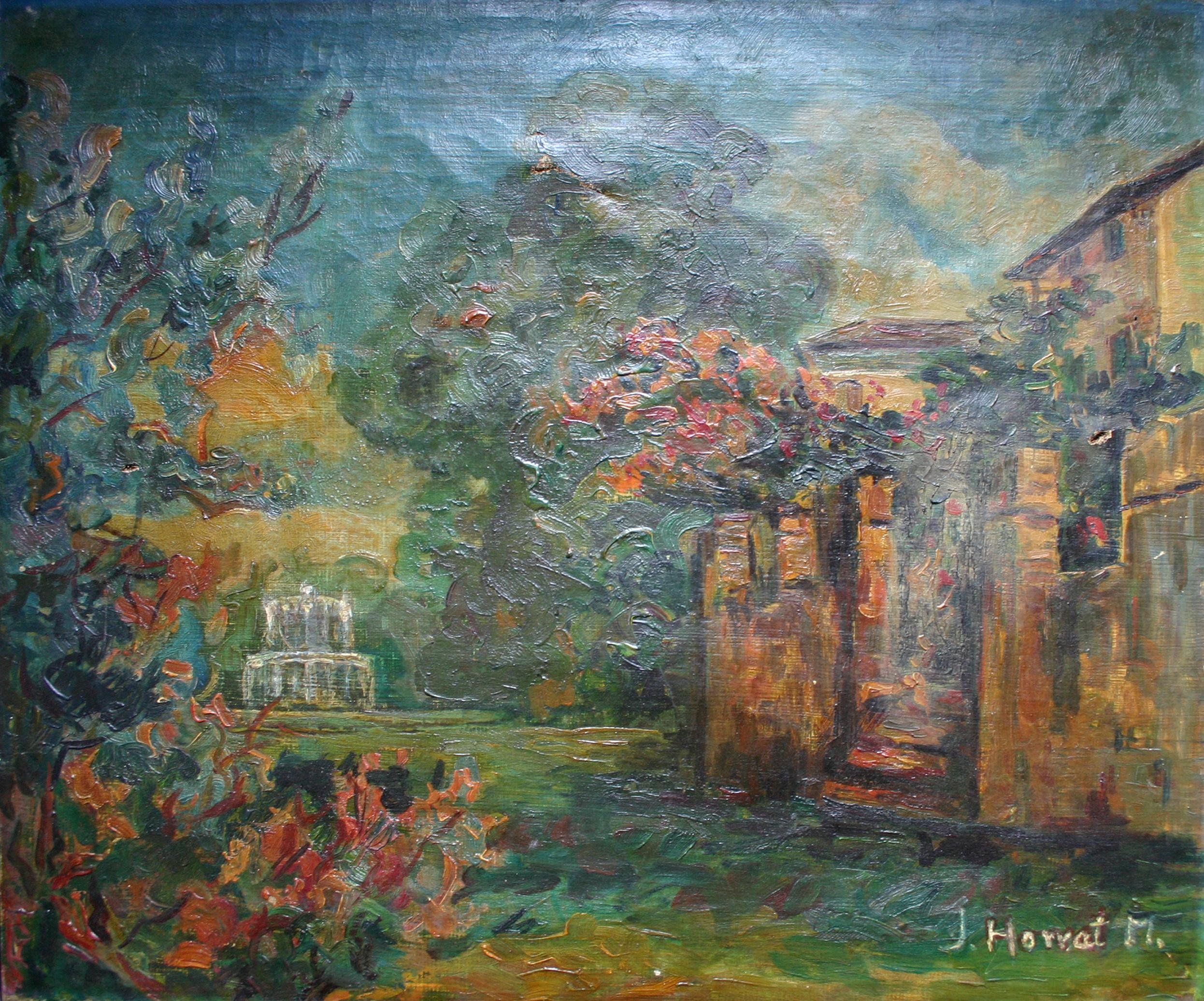
Парк в осень (1944)